# Кароліненког
Кароліненког (нім. Karolinenkoog) — громада в Німеччині, розташована в землі Шлезвіг-Гольштейн. Входить до складу району Дітмаршен. Складова частина об'єднання громад КЛГ-Айдер.
Площа — 17,55 км2. Населення становить 138 ос. (станом на 31 грудня 2020).

## Галерея

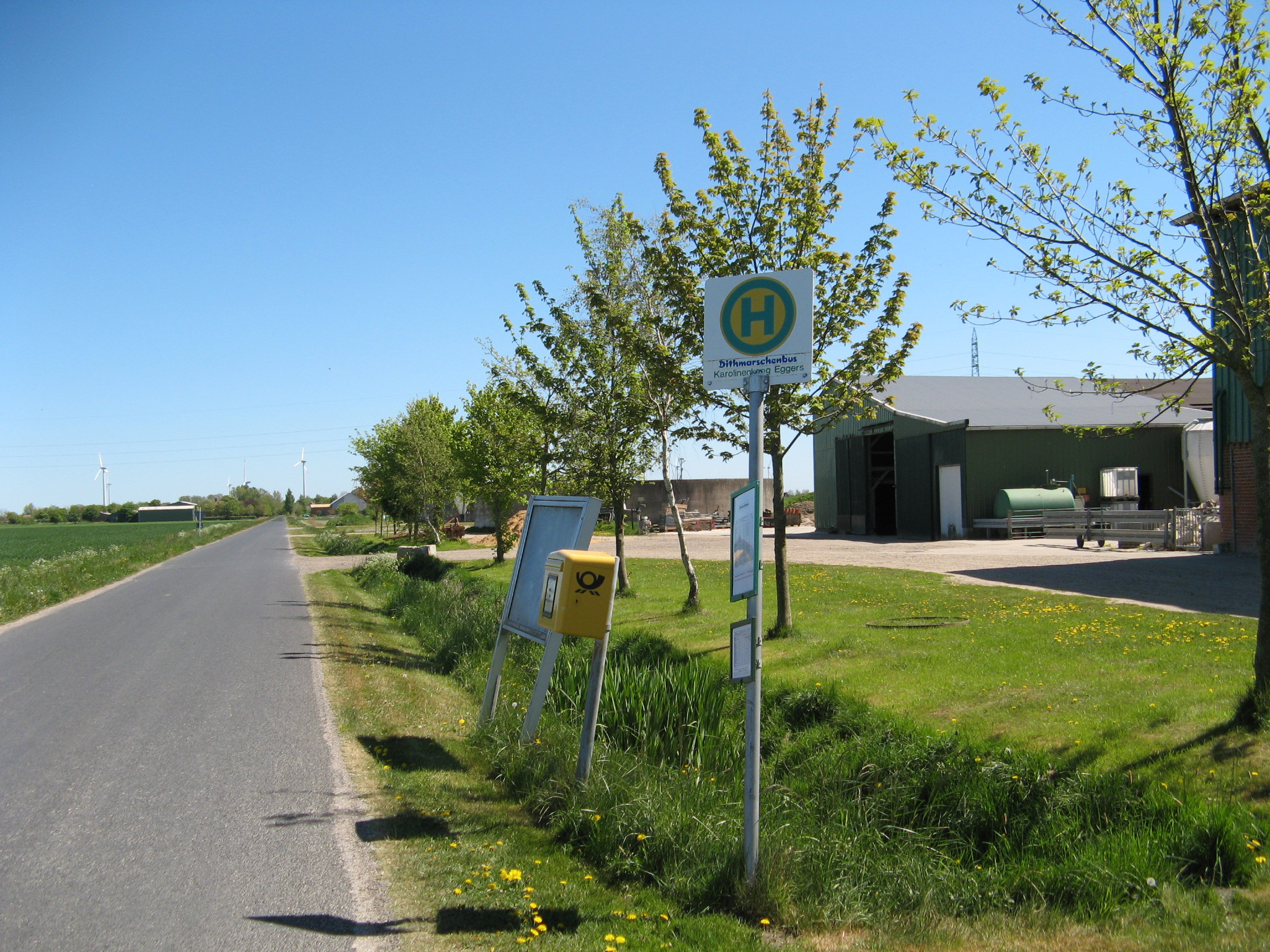